# Стаффорды
Стаффорды (англ. Stafford) — два английских знатных рода нормандского происхождения. Представители этого рода носили титулы баронов и графов Стаффорд, а также графов и герцогов Бекингем.

## История

### Первый дом Стаффорд
Первый дом Стаффорд был ветвью англо-нормандского рода Тосни (Тоэни). Его родоначальником был Роберт де Стаффорд (ум. ок. 1088), брат Рауля II де Тосни, одного из соратников Вильгельма I Завоевателя и участника битвы при Гастингсе. Неизвестно, принимал ли Роберт участие в нормандском завоевании Англии, но он получил ряд поместий в Англии. Поскольку норманны во время завоевания столкнулись с ожесточённым сопротивлением, то для контроля за завоёванными землям Роберт построил замок Стаффорд, давший название роду. Его сын Николас во время правления короля Генриха I был шерифом в Стаффордшире.
Род угас в 1193/1194 году со смертью Роберта III де Стаффорд, внука Николаса.

### Второй дом Стаффорд
Родоначальником этого дома был некий Бэгот, живший в Стаффордшире. Его внук, Эрве Бэгот женился на Мелисенте, сестре Роберта III де Стаффорд. После смерти Роберта Эрве унаследовал его поместья, а также родовое прозвание Стаффорд.
Один из потомков Эрве, Эдмунд Стаффорд 6 февраля 1299 года был вызван в английский парламент как барон Стаффорд. Его сын, Ральф Стаффорд, 2-й барон Стаффорд, был известным военачальником, принимавшим участие Столетней войне. В 1351 году он был пожалован титулом графа Стаффорда.
Внук Ральфа Стаффорда, Томас Стаффорд, 5-й граф Стаффорд, породнился с королевской семьёй, женившись на Анне Глостер, дочери Томаса Вудстока, герцога Глостер. Благодаря этому браку его сын, Хамфри Стаффорд, 6-й граф Стаффорд, получил часть обширных земельных владений Томаса Вудстока, а также титул графа Бекингема (а в 1444 году — и герцога Бекингем) и верховного констебля Англии. Хамфри принимал активное участие в Столетней войне, а после начала войны Алой и Белой розы оказался на стороне Ланкастеров. Он погиб в 1460 году. Поскольку старший сын Хамфри умер раньше, то ему наследовал малолетний внук, Генри Стаффорд, который в отличие от деда оказался на стороне Йорков. Генри принимал активное участие в возведении на престол короля Ричарда III, однако вскоре восстал против него. Восстание оказалось неудачным, в результате чего Генри был обезглавлен, а его владения и титулы — конфискованы.
После того, как в 1485 году королём стал Генрих VII Тюдор, он вернул владения и титулы Эдварду Стаффорду, старшему сыну Генри. Эдвард служил королям Генриху VII и Генриху VIII, но в 1521 году был обвинён в измене королю и казнён, а титулы и владения были конфискованы. Сыну Эдварда Стаффорда, Генри, был в 1547 году возвращён титул барона Стаффорда, который и носили его потомки. Один из сыновей Генри, Томас Стаффорд, был казнён в 1557 году за участие в восстании против Марии Тюдор. Последний носитель титула барона Стаффорда, Генри Стаффорд, 5-й барон Стаффорд, умер в 1637 году. Его родственник Роджер Стаффорд предъявил права на титул, но ему было отказано по причине бедности. В итоге Роджер был вынужден в 1637 году продать свои претензии на титул. Он умер в 1640 году, с ним угасла старшая ветвь род Стаффордов.
Существовали и боковые линии рода Стаффордов. Родоначальником одной был Ричард Стаффорд (1302—1380), сенешаль Гаскони. Его сын Ричард де Стаффорд (ум. 1381) в 1371 году был вызван в парламент как 1-й барон Стаффорд из Клифтона. Эта ветвь угасла в 1445 году после смерти Томаса Стаффорда, 4-го барона Стаффорд из Клифтона. Ещё одна ветвь пошла от Джона Стаффорда (ок. 1427 — 8 мая 1473), 1-го графа Уилтшира, одного из сыновей Хамфри Стаффорда, 1-го герцога Бекингем, но она угасла после смерти в 1499 году Эдварда Стаффорда, 2-го графа Уилтшира, сына родоначальника.
Родоначальником ещё одной ветви был Уильям де Стаффорд из Брумшулла (ум. до 1214), брат Эрве Бэгота де Стаффорд. При его потомках она разделилась на 2 линии, которые пошли от двух сыновей сэра Джона Стаффорда из Бромшулла. Из старшей линии, родоначальником которой был сэр Хамфри Стаффорд происходил Джон Стаффорд (ум. 1452), архиепископ Кентерберийский. Последним её представителем был Хамфри Стаффорд (ок. 1439—1469), 1-й барон Стаффорд Саууикский, 1-й граф Девон, после его смерти в 1469 году линия угасла. Младшая линия (Стаффорды из Графтона) пошла от Ральфа Стаффорда из Графтона (ум. 1409/1410). Эта ветвь угасла в середине XVIII века.

## Генеалогия

### Генеалогия первого дома Стаффорд
Рожер I де Тосни (ок. 990 — ок. 1040)
- Рауль II де Тосни (ум. 24 марта ок. 1102), соратник Вильгельма Завоевателя, родоначальник английской ветви рода Тосни
- Роберт I де Стаффорд (ок. 1036 — ок. 1088), управляющий замком Стаффорд; жена: Эвис де Клер (ум. после 1088)
  - Николас де Стаффорд (ум. 1138), шериф Стаффордшира; жена: Матильда де Лаймси, дочь Ральфа I де Лаймси
    - Роберт II де Стаффорд (ум. 1193/1194); жена: Эвис
      - Роберт III де Стаффорд (ум. 1193/1194); жена: Базилия (ум. после 1221)
      - Николас Стаффорд
      - Милисента Стаффорд (ум. до января 1225); муж: ранее 1193 Эрве Багот (ум. до 25 августа 1214)
        - 2-й дом Стаффорд

    - Джон Стаффорд
    - дочь; муж: Ральф I де Садли (ум. до 29 сентября 1192)

  - Нигель Стаффорд
    - Уильям Стаффорд (ок. 1095—1166); жена: Елена
      - Энгенульф де Грейсли
        - Петронила де Грейсли; муж: Генри де Одли

  - Роберт

### Генеалогия второго дома Стаффорд

#### Бэготы
Бэгот (ум. после 1129)
- Эрве Фиц-Бэгот (ум. после 1166)
  - Эрве Бэгот (ум. до 25 августа 1214), известен также как Эрве де Стаффорд; жена: Милисента де Стаффорд, Роберта II де Стаффорд
    - Уильям де Стаффорд из Брумшулла (ум. до 1214)
      - Стаффорды (Графтонская ветвь)

    - Эрве Бэгот де Стаффорд (ум. ноябрь 1236/12 мая 1237); жена: Петронила Феррерс, дочь Уильяма де Феррерса, 3-го графа Дерби
      - Эрве де Стаффорд (ум. до 7 октября 1241); жена: Мабель (ум. после апреля 1242), дочь Ричарда де Масегроса
      - Роберт де Стаффорд (ум. до 4 июня 1261); 1-я жена: Алис Корбе, дочь Томаса Корбе из Кауса в Шропшире; 2-я жена: Джоан
        - Николас де Стаффорд (ум. ок. 1 августа 1287); 1-я жена: Энн де Ленгли, дочь Джефри де Ленгли ; 2-я жена: Элеанор де Клинтон, дочь Томаса де Клинтона из Эмингтона
          - (от 2-го брака) Ричард Стаффорд
          - (от 2-го брака) Эдмунд Стаффорд (15 июля 1273 — 12 августа 1308), 1-й барон Стаффорд
            - Бароны Стаффорд

        - Эдмунд де Стаффорд
        - Элис де Стаффорд; муж: сэр Джон де Хотем
        - Изабель де Стаффорд; муж: Уильям Стаффорд
        - Эмабиль де Стаффорд; муж: Ричард (Роберт) Рэдклиф (ум. 1290)

    - Хафиза
    - дочь
    - дочь
    - Уильям Бэгот (ум. после 1215)
    - Ральф Бэгот (ум. после 1215)

  - Роджер Бэгот
  - Эрве Бэгот

#### Бароны и графы Стаффорд
Эдмунд Стаффорд (15 июля 1273 — 12 августа 1308), 1-й барон Стаффорд; жена: ранее 1298 Маргарет Бассет (ум. 17 марта 1337), дочь Ральфа Бассета, 1-го барона Бассета из Дрейтона, и Хафисы. Дети:
- Ральф Стаффорд (24 сентября 1301 — 31 августа 1372), 2-й барон Стаффорд с 1308, 1-й граф Стаффорд с 1351; 1-я жена: с 1326/1327 Кэтрин Гастингс (ок. 1305 — до 6 июля 1336), дочь сэра Джона Гастингса из Графтона; 2-я жена: с 6 июля 1336 Маргарет де Одли (ум. после 28 января 1348), баронесса Одли, дочь Хью де Одли, барона Одли и графа Глостер, и Маргарет де Клер
  - (от 1-го брака) Маргарет Стаффорд; муж: сэр Джон Стаффорд из Викхема
  - (от 2-го брака) Ральф де Стаффорд (ок. 1337—1347); жена: с 1 ноября 1344 Матильда (Мод) Ланкастерская (4 апреля 1339/1341 — 10 апреля 1362), дочь Генри Гросмонта, герцога Ланкастера, и Изабель де Бомон. После смерти мужа в 1352 году вышла замуж за Вильгельма I, герцога Баварии
  - (от 2-го брака) Хьюго де Стаффорд (ок. 1334 — 16 октября 1386), 3-й барон Стаффорд и 2-й граф Стаффорд с 1372, 3-й барон Одли с ок. 1358; жена: Филиппа де Бошан (ок. 1334 — до 6 апреля 1386), дочь Томаса де Бошана, 11-го графа Уорика, и Кэтрин Мартимер
    - Ральф Стаффорд (1354—1385); жена: с ок. 1380 N
    - Маргарет Стаффорд (ок. 1364/1365 — 9 июня 1396); муж: с ок. 1382 Ральф де Невилл (ок. 1364 — 21 октября 1425) 1-й граф Уэстморленд
    - Томас Стаффорд (ок. 1368 — 4 июля 1392), 4-й барон Стаффорд, 4-й барон Одли и 3-й граф Стаффорд с 1386; жена: с ок. 1390 Анна Глостер (апрель 1383 — 16 октября 1438), дочь Томаса Вудстока, герцога Глостер, и Элеоноры де Богун. После смерти мужа вышла замуж за Эдмунда Стаффорда, брата покойного мужа
    - Уильям Стаффорд (21 сентября 1375 — 6 апреля 1395), 5-й барон Стаффорд, 5-й барон Одли и 4-й граф Стаффорд с 1392
    - Кэтрин Стаффорд (ок. 1376 — 8 апреля 1419); муж: с ок. 13 апреля 1383 Майкл де Ла Поль (до 1367 — 18 сентября 1415), 2-й граф Саффолк
    - Эдмунд Стаффорд (2 марта 1377 — 21 июля 1403), 6-й барон Стаффорд, 6-й барон Одли и 5-й граф Стаффорд с 1395, лорд-верховный констебль Англии с 1399; жена: до 28 июня 1398 Анна Глостер (апрель 1383 — 16 октября 1438), дочь Томаса Вудстока, герцога Глостер, и Элеоноры де Богун, вдова Томаса Стаффорда, старшего брата Эдмунда. После смерти мужа вышла замуж третий раз — за Уильяма Буршье, графа д’Э
      - Анна Стаффорд (ок. 1398/1401 — 24 сентября 1432); 1-й муж: с ок. 1415 Эдмунд Мортимер (6 ноября 1391 — 18 января 1425), 5-й граф Марч; 2-й муж: с ок. 24 октября 1429 Джон Холланд (29 марта 1395 — 5 августа 1447), 2-й граф Хантингдон, 2-й герцог Эксетер
      - Филиппа Стаффорд (ум. в младенчестве)
      - Хамфри Стаффорд (15 августа 1402 — 10 июля 1460), 7-й барон Стаффорд, 7-й барон Одли и 6-й граф Стаффорд с 1403, 1-й граф Бекингем с 1438, 1-й герцог Бекингем с 1444, граф Перш с 1431, лорд-верховный констебль Англии; жена: ранее 18 октября 1424 Анна Невилл (ок. 1411 — 20 сентября 1480), дочь Ральфа де Невилла, 1-го графа Уэстморленда, и Джоан Бофорт
        - Хамфри Стаффорд (ок. 1424 — ок. 1459), граф Стаффорд; жена: с 1444 Маргарет Бофорт (до 1439—1474), дочери Эдмунда Бофорта, 2-го герцога Сомерсета, и Элеанор Бошан, дочери Ричарда де Бошана, 13-го графа Уорика. После смерти мужа Маргарет вышла замуж вторично — за сэра Ричарда Дайрелла.
          - Генри Стаффорд (4 сентября 1455 — 2 ноября 1483), 8-й барон Стаффорд, 8-й барон Одли, 7-й граф Стаффорд, 2-й граф Бекингем и 2-й герцог Бекингем с 1460; жена: с 1466 Кэтрин Вудвиль (до 1458 — до 1513), дочь Ричарда Вудвиля, 1-го графа Риверса, и Жакетты Люксембургской. После казни мужа Кэтрин в 1485 году вышла замуж вторично — за Джаспера Тюдора, герцога Бедфорда.
            - Элизабет Стаффорд (ум. 1 января 1530/11 мая 1532); муж: после 23 июля 1505 Роберт Рэдклиф (ок. 1483 — 27 ноября 1542), 10-й барон Фицуолтер с 1505, 1-й виконт Фицуолтер с 1525, 1-й граф Сассекс с 1529
            - Эдуард Стаффорд (3 февраля 1478—1521), 9-й барон Стаффорд, 9-й барон Одли, 8-й граф Стаффорд, 3-й граф Бекингем и 3-й герцог Бекингем с 1485; жена: с 14 декабря 1490 Элеанор Перси (ум. 13 февраля 1530/1531), дочь Генри Перси, 3-го графа Нортумберленда, и Мод Херберт
              - Мэри Стаффорд (ок. 1495 — после 17 декабря 1545); муж: с ок. июня 1519 Джордж Невилл (ок. 1469—1535), 3-й барон Абергавенни
              - Элизабет Стаффорд (ок. 1497 — 11 ноября 1558); муж: с 8 января 1512 (развод в 1533) Томас Говард (1473 — 25 августа 1554), 2-й граф Суррей, 3-й герцог Норфолк
              - Кэтрин Стаффорд (ок. 1499 — 14 мая 1555); муж: ранее июня 1520 Ральф Невилл (21 февраля 1497/1498 — 24 апреля 1549), 4-й граф Уэстморленд
              - Генри Стаффорд (8 сентября 1501 — 30 апреля 1563), 1-й барон Стаффорд с 1547; жена: с ок. 16 февраля 1519 Урсула Поул (ум. 15 августа 1570), дочь сэра Ричарда Поула и Маргарет Плантагенет, графини Солсбери
                - Генри Стаффорд (1520 — в младенчестве)
                - Дороти Стаффорд (1 октября 1526 — 22 сентября 1604); муж: сэр Уильям Стаффорд из Графтона (ок. 1500 — 5 мая 1556)
                - Генри Стаффорд (до 1527 — 1 января 1565), 2-й барон Стаффорд с 1563; жена: ранее 25 сентября 1557 Элизабет Дэви, дочь Джона Дэви из Холбича
                - Томас Стаффорд (ок. 1533 — 28 мая 1557)
                - Эдуард Стаффорд (7 января 1535 — 18 октября 1603), 3-й барон Стаффорд; жена: ранее 23 ноября 1566 Мэри Стенли (ум. 3 сентября 1609), дочь Эдварда Стэнли, 3-го графа Дерби, и Дороти Говард
                  - Эдвард Стаффорд (ум. 27 января 1568)
                  - Урсула Стаффорд; муж: Уолтер Эрдесвик
                  - Эдуард Стаффорд (1572 — 16 сентября 1625), 4-й барон Стаффорд с 1603; жена: с ок. 1595 Изабель Форстер, дочь Томаса Форстера из Тонга
                    - Эдуард Стаффорд (ок. 1602 — 6 апреля 1621); жена: с 15 мая 1617 Энн Уилфорд, дочь Деймса Уифорда из Ньюмен Холла
                      - Мэри Стаффорд (1619—1613 января 1692/1694), баронесса Стаффорд 1640—1680, графиня Стаффорд с 1688; муж: с 11 октября 1637 Уильям Говард (30 ноября 1614 — 29 декабря 1680), 1-й барон Стаффорд с 1640, 1-й виконт Стаффорд с 1640
                      - Генри Стаффорд (24 сентября 1621 — 4 августа 1637), 5-й барон Стаффорд с 1625

                  - Дороти Стаффорд (ок. 1572 — ?); муж: Жерве из Чадсена

                - Ричард Стаффорд; жена: Мэри Корбе, дочь Джона Корбе из Ли
                  - Роджер Стаффорд (1572—1640), 6-й барон Стаффорд в 1637
                  - Джейн Стаффорд

                - Уолтер Стаффорд (ок. 1539 — после 1571)
                - Элизабет Стаффорд; муж: сэр Уильям Невилл из Чебсей
                - Анна Стаффорд; муж: Генри Уильямс (ум. 1551)
                - Сюзанна Стаффорд
                - Джейн Стаффорд

              - (незак.) Маргарет Стаффорд (ок. 1511 — 25 мая 1537); муж: сэр Томас Фицджеральд (ум. 1532)
              - (незак.) Генри Стаффорд

            - Генри Стаффорд (ок. 1479 — 6 марта 1523), 1/3-й граф Уилтшир с 1510; 1-я жена: с ок. 1502 Маргарет Грей (ум. 8 августа 1500/9 сентября 1504), дочь Эдварда Грея, 1-го виконта Лайла, и Элизабет Толбот, 3-й виконтессы Лайл, вдова Эдварда Стаффорда, 2-го графа Уилтшира; 2-я жена: с 22 ноября 1503 Сесили Бонвилл (ок. 30 июня 1460 — 15 мая 1529), 7-я баронесса Херрингтон и 2-я баронесса Бонвилл, дочь Уильяма Бонвилла, 6-го барона Харингтона, и Катерины Невилл, вдова Томаса Грея, 1-го маркиза Дорсета
            - Хамфри (ок. 1480 — в младенчестве)
            - Анна (1483—1524); 1-й муж: с 1503 сэр Уолтер Херберт (ум. 16 декабря 1507); 2-й муж: ок. декабря 1509 Джордж Гастингс (ум. 24 марта 1544), 3-й лорд Эшби де ла Зуш с 1506/1506, 1-й граф Хантингдон с 1529

          - Хамфри Стаффорд (ум. в младенчестве)
          - дочь
          - дочь

        - сэр Генри Стаффорд (ок. 1425 — 4 октября 1471); жена: с ок. 1362 Маргарет Бофорт (31 мая 1443 — 29 июня 1509), дочь Джона Бофорта, 1-го герцога Сомерсета, и Маргарет Бошан из Блетсо, вдова Джона де Ла Поля, 2-го герцога Саффолка и Эдмунда Тюдора, 1-го графа Ричмонда, мать короля Англии Генриха VII Тюдора. После смерти мужа вышла замуж в 4-й раз за Томаса Стенли, 1-го графа Дерби
        - Джон Стаффорд (24 ноября ок. 1427 — 8 мая 1473), 1-й граф Уилтшир с 1470, лорд верховный стюарт Англии с 1471; жена: Констанс Грин
          - Эдвард Стаффорд (7 апреля 1470 — 24 марта 1499), 2-й граф Уилтшир с 1473; жена: с 3 июля 1494 Маргарет Грей (ум. 8 августа 1500/9 сентября 1504), дочь Эдварда Грея, 1-го виконта Лайла, и Элизабет Толбот, 3-й виконтессы Лайл.

        - Эдвард Стаффорд (ум. в младенчестве)
        - Ричард Стаффорд (ум. в младенчестве)
        - Маргарет Стаффорд (1435 — ?); муж: Роберт Данэм
        - Катерина Стаффорд (ок. 1437 — 26 декабря 1476); муж: с ок. 1467 Джон Толбот (12 декабря 1448 — 28 июня 1473), 3-й граф Шрусбери
        - Джордж Стаффорд (1439 — в младенчестве), брат-близнец Уильяма
        - Уильям Стаффорд (1439 — в младенчестве), брат-близнец Джорджа
        - Джоан Стаффорд (1442—1484); 1-й муж: ранее 4 марта 1461 (развод 1477) Уильям Бомонт (23 апреля 1438 — 19 декабря 1507), 2-й виконт Бомонт; 2-й муж: с ок. 1477 сэр Уильям Найветт из Бекингема (1440 — 2 декабря 1515), шериф Норфолка и Саффолка
        - Элизабет Стаффорд
        - Анна Стаффорд (1446 — ок. 14 апреля 1472); 1-й муж: ок. апреля 1460 Обри де Вер (ум. 20 февраля 1462); 2-й муж: сэр Томас Кобэм (ум. 1471), 5-й барон Кобэм

    - Джоан Стаффорд (ок. 1378 — 1 октября 1442); муж: с 1392 Томас Холланд (ок. 1371 — 7/8 января 1400), 3-й граф Кент
    - Хьюго Стаффорд (ок. 1382 — 25 октября 1420), 1-й барон Стаффорд с 1411; жена: Элизабет Буршье (ум. 1 июля 1432), 4-я баронесса Буршье с 1409, дочь Бартоломью Буршье, 3-го барона Буршье

  - (от 2-го брака) Джоан Стаффорд (ок. 1343 — до 1397); 1-й муж: Джон Черлтон (1334 — 13 июля 1374), 3-й барон Черлтон, 4-й барон Черлтон из Повиса; 2-й муж: ранее 16 ноября 1379 Гилберт Толбот (ок. 1332 — 24 апреля 1387), 3-й барон Толбот
  - (от 2-го брака) Элизабет Стаффорд (ок. 1340 — 7 августа 1375); 1-й муж: Фульк Ле Стрейндж (1330/1331 — 30 августа 1349), 3-й барон Стрейндж из Блэкмера; 2-й муж: Джон Феррерс (ок. 10 августа 1331 — 3 апреля 1367), 4-й барон Феррерс из Чартли с 1350; 3-й муж: Реджинальд де Кобем (1348 — 6 июля 1403), 2-й барон Кобем из Стерборо с 1361
  - (от 2-го брака) Беатрис Стаффорд (ок. 1340 — 13 апреля 1415); 1-й муж: с 1350 Морис Фиц-Морис Фицджеральд (31 июля 1336—1358), 2-й граф Десмонд; 2-й муж: с 1 января 1357/1358 Томас де Рос (13 января 1335/1336 — 8 июня 1384), 5-й барон Рос из Хемлейка
  - (от 2-го брака) Кэтрин Стаффорд (16 сентября 1348 — до 25 декабря 1361); муж: с 25 декабря 1357 Джон де Саттон (1329—1369/1370)
  - (от 2-го брака) Джон Стаффорд
  - (от 2-го брака) Агнес Стаффорд; муж: Джон Керей
- Ричард Стаффорд (1302—1380), сенешаль Гаскони; 1-я жена: Матильда Кремвиль; 2-я жена: Изабель де Вернон, дочь Ричарда де Вернона; 3-я жена: Матильда Стаффорд, дочь сэра Джона Стаффорда
  - (от 1-го брака) Николас Стаффорд из Троули (1331—1394), шериф Стаффордшира; жена: Элизабет Меверел, дочь Томаса Меверель из Троули
  - (от 2-го брака) Катерина Стаффорд (1338 — ?); муж: сэр Джон Эрдерн
  - (от 2-го брака) Ричард де Стаффорд (1339—1381), 1-й барон Стаффорд из Клифтона с 1371
  - (от 2-го брака) Эдмунд де Стаффорд (1344 — 3 сентября 1419), 2-й барон Стаффорд из Клифтона с 1381, епископ Эксетера с 1395
  - (от 2-го брака) Матильда (Мод) Стаффорд (1346 — ?); муж: сэр Томас Эрдерн
  - (от 2-го брака) Томас Стаффорд (ум. 1425), 3-й барон Стаффорд из Клифтона с 1419
    - Томас Стаффорд (ум. 1445), 4-й барон Стаффорд из Клифтона с 1425
    - Томас Стаффорд
- Маргарет Стаффорд
- Уильям Стаффорд
- Хамфри Стаффорд
- Джейкоб Стаффорд
- Катрин Стаффорд
- Элизабет Стаффорд